# Zoufree
Zoufree è il terzo album del rapper tunisino Karkadan, ex membro della Dogo Gang, pubblicato l'anno 2012.

## Tracce
1. Il Karkadan
2. No weed no peace
3. Police 2 Pute
4. Indiz (feat. Gué Pequeno)
5. Thamir
6. Non ci sopprimi (feat. Il Nano & Ufo)
7. Bir Bir
8. Bad Bways (feat. Shanti e Il Nano)
9. Dawer (feat. Jamil)
10. Zoufree
11. Hogra
12. C_Du_Zok
13. Il capo (feat. Bolla)
14. Still not loving police